# Zwischen Flammen und Fluten
Zwischen Flammen und Fluten ist ein deutscher Stummfilm aus dem Jahre 1921, eine ungewöhnliche und seltene Mischung aus Science-Fiction-, Abenteuer- und Sensationsgeschichte. Unter der Regie von Carl Heinz Wolff spielt Ludwig Trautmann die Hauptrolle. Der Streifen war ursprünglich als erster Film des Mehrteilers Die Königin von Argusana geplant, weitere Teile wie beispielsweise die geplante Fortsetzung Frau Marga Elgen sind jedoch offenbar nie realisiert worden. 

## Handlung
Im Phantasieland Argusana, wo eine Königin despotisch regiert, macht man sich große Sorgen bezüglich einer weltbewegenden Erfindung des jungen ausländischen Ingenieurs Gur Andor. Der hat einen Unterseeschlitten entwickelt, mit dem man sich mittels Propellerantrieb lautlos auf dem Meeresgrund vorwärts bewegen kann. Das am Meer gelegene Königreich befürchtet durch diesen quasi unsichtbaren Schlitten mit seiner Panzermacht militärisch ausgehebelt zu werden und sieht in dem Gleitfahrzeug eine beträchtliche Gefahr für deren Häfen. Im Marineamt seines eigenen Landes scheint man Gurs Erfindung wohlwollend zu prüfen. Der freut sich gemeinsam mit seinem treuen Mitarbeiter Nedd Bara und seiner Liebsten Gela Bari, der Tochter eines wohlhabenden Bankiers. Nedd ist mit dem Verkauf an das eigene Land nicht einverstanden, erhofft er sich doch bei der Industrie einen sehr viel größeren Gewinn, was Gur aus patriotischen Gründen ablehnt. Und so trennen sich vorübergehend Nedds und Gurs Wege. Auch der Vater seiner Freundin glaubt nicht an Gurs Erfindung und hält diese ganze Angelegenheit für pure Phantasterei und den jungen Mann, der seine Tochter heiraten will, für einen ausgemachten Idioten.
Damit scheint Gurs Lebensprojekt den Bach runter zu gehen, wenn nicht plötzlich Nedd wieder auftauchen würde, mit einem Interessenten namens Gilas Vagor im Schlepptau. Der ist von Haus aus Reeder und zeigt Interesse an der Produktion dieses Schlittens. Begleitet wird Vagor von dem enigmatischen Dr. Pegusa, dem gegenüber Gur von Anbeginn ein großes Unbehagen verspürt, zumal dieser mit lüsternem Blick andauernd ein Bildnis Gelas betrachtet. Gurs allgemeines Missbehagen führt dazu, dass dieser nach den Verhandlungen die Unterschrift unter einen Vertrag verweigert. Es stellt sich heraus, dass jener Pegusa in Wahrheit ein Emissär des Kriegsministeriums von Argusana ist und Finsteres im Sinn hat. Das Königreich ist nach diesem Rückschlag mitnichten bereit, aufzugeben, und man beschließt dort, gegenüber dem widerspenstigen Ingenieur nunmehr andere Saiten aufzuziehen und schreckt dabei auch nicht vor roher Gewalt zurück. Pegusas chinesischer Diener beginnt fortan, Gur zu beobachten, wie dieser in seinem Bootshaus an seinem Schlitten arbeitet. Ehe man den wieselflinken Asiaten stellen kann, beißt dieser den ihn stellenden Nedd in die Hand und entfleucht.
Mit einer Finte und der Hilfe des uninformierten Reeders Vagor, dem Pegusas ein Schiff abgekauft hat, sowie des Bankiers Sari, der angeblich seine Meinung gegenüber Gur und dessen Erfindung geändert hat, gelingt es dem Mann aus Argusana, dem Ingenieur dessen Schlittenpläne zu stehlen. Gur Andor bleibt, im wortwörtlichen Sinne niedergeschlagen, zurück. Selbst die eigene Landesregierung kann vom Raub nicht informiert werden, denn die Telefonleitung wurde vom Gegner gekappt und die Fabrikanlage, in der Gurs Schlittenmodel zusammengebaut werden soll, steht ohne Strom da. Es stellt sich heraus, dass Pegusas noch immer anwesend ist und die Fabrikanlage sabotiert. Es kommt zu einer schmerzhaften Begegnung zwischen Gur und Pegusa, bei dem der Erfinder den Kürzeren zieht. Pegusas zerstörerische Kräfte führen so weit, dass beinah Nedd in den glutheißen Flammen eines Hochofens ums Leben kommt.
Es kommt daraufhin zu einer Anklage gegen Dr. Pegusa, die jedoch fallengelassen werden muss, weil man dem Fremden weder die Anschläge noch die Sabotage oder auch nur den Diebstahl der Konstruktionspläne nachweisen kann. Auf der in Richtung Argusana fahrenden „Magga“, dem von Pegusa Reeder Vagor abgekauftem Schiff, das von einem heimischen Torpedoboot abgefangen werden kann, finden sich schließlich die gestohlenen Schlitten-Zeichnungen. Der Schiffskapitän hatte die Anweisung erhalten, in einem solchen Fall die Selbstversenkung vorzunehmen, kam jedoch nicht mehr dazu. Daraufhin bewerkstelligt Pegusa mit einer Fernzündung das Sinken der „Magga“, während der schurkische Kapitän und der aufrichtige Steuermann an Bord miteinander um Leben und Tod kämpfen. Mit dem Untergang des Schiffs sinkt auch Gurs Schlitten-Modell auf den Meeresgrund. Da damit der Erstentwurf auch für die Königin von Argusana unerreichbar geworden ist, wird Pegusa damit beauftragt, den in der Zwischenzeit von Gur fertig gestellten, voll einsatzfähigen Schlitten zu zerstören. Im Marineministerium von Gurs Heimatland hat man von Argusanas zerstörerischen Plänen erfahren und trifft Vorsichtsmaßnahmen.
Nach der letzten Probefahrt soll nun Gur seinen Schlitten mit einem Sonderzug des Marineamtes zu deren Versuchsstation befördern. Pegusas’ Schatten, sein asiatischer Diener, hat die Unterredung belauscht und weiß nun, wie die Erfindung transportiert werden soll. Es kommt wie es kommen muss: als der Zug eine Brücke passiert, wird diese in die Luft gejagt. Die Eisenbahn stürzt in die Wasserfluten. Gur, der seine Erfindung keinesfalls außer Augen lassen wollte, plante, im Zug mitzufahren. Er entging dem Attentat, weil er auf dem Weg zum Bahnhof aufgehalten wurde. Und wieder setzt sich Gur daran, einen neuen Schlitten zu konstruieren, denn die Pläne dafür hat er im Kopf. Der erste Einsatz des Unterseeschlittens soll zur untergegangenen „Magga“ führen, um dieses Unglück genau zu rekonstruieren. An Bord eines Mutterschiffes begibt sich Gur an die Unglücksstelle. Der Ingenieur besteigt seine Erfindung und taucht zur „Magga“ hinab. Dort findet er eindeutige Beweise dafür, dass eine Fernzündung das Schiff zum Sinken brachte. Wieder daheim, erstattet Gur dem heimischen Marineministerium Bericht.
In seiner Wohnung angekommen, werden Andor und Freund Bara der Entführung Gelas bezichtigt, denn die ist seit Gurs Schlittentauchgang spurlos verschwunden. Gur ahnt, dass der einst auffällig an Gelas Bildnis interessierte schurkische Pegusa seine Finger im Spiel haben könnte. Gela war kurz zuvor mit einem gefälschten Brief Pegusas zu ihm gelockt worden. Man fahndet nach Pegusa und findet die junge Frau in dessen Domizil. Gela berichtet, wie ihr in der Zwischenzeit geschehen ist: Pegusas hatte behauptet, dass Gur ums Leben gekommen sei und wollte sie dazu überreden, ihm nach Argusana zu folgen, was Gela selbstverständlich ablehnte, weil auch sie einen unüberwindbaren Ekel vor diesem Kerl verspürte. Daraufhin hielt der schurkische Fremde sie in einem Käfig gefangen. Als die Befreier nahten und man sie aus dem mit Hochspannungsdrähten verbundenen Käfig befreien wollte, floh Pegusas im letzten Augenblick. Mit einem Schuss in die Schalttafel, mit der Pegusa das Käfiggeflecht unter volle Stromladung setzen wollte, kann Gur verhindern, dass seine Liebste gegrillt wird. Durch diesen Schuss wird jedoch ein Kurzschluss ausgelöst infolgedessen das Pegusa-Haus in Flammen aufgeht. Das Feuer entzündet ein geheimes Pulverlager, dass der Verbrecher angelegt hat, und lässt das gesamte Gebäude in die Luft fliegen. Pegusa kommt dabei ums Leben. Gela und Gur, denen zuvor die Flucht aus dem Haus gelang, sind gerettet, und Gelas Vater hat nun nichts mehr dagegen, dass seine Tochter ihren genialen Erfinder-Verlobten heiratet.

## Produktionsnotizen
Zwischen Flammen und Fluten entstand wohl Mitte 1921 in Berlin, passierte die Zensur am 12. Oktober 1921 und besaß eine Länge von 1595 Metern. Der Sechsakter wurde am 9. November 1921 in Berlins Terra-Theater uraufgeführt. 
Karl Machus entwarf die Filmbauten. Fritz Schroeter, der den Schurken Pegusa verkörpert, übernahm auch die Filmaufnahmeleitung.